# Pierławki (przystanek kolejowy)
Pierławki – przystanek kolejowy w Pierławkach, w gminie Działdowo, w powiecie działdowskim, w województwie warmińsko-mazurskim.